# Mutua Madrid Open 2017
Mutua Madrid Open 2017 — професійний тенісний турнір, що проходив на відкритих кортах з грунтовим покриттям Park Manzanares у Мадриді (Іспанія). Це був 16-й за ліком чоловічий турнір і 9-й - жіночий. Належав до категорії Мастерс у рамках Туру ATP 2017 і серії Premier Mandatory в рамках Туру WTA 2017. Тривав з 5 до 14 травня 2017 року.

## Очки і призові

### Нарахування очок
| Дисципліна                 | П    | Ф   | ПФ  | ЧФ  | 1/8 | 1/16 | 1/32 | Q   | Q2  | Q1  |
| Чоловіки, одиночний розряд | 1000 | 600 | 360 | 180 | 90  | 45   | 10   | 25  | 16  | 0   |
| Чоловіки, парний розряд    | 1000 | 600 | 360 | 180 | 90  | 10   | Н/Д  | Н/Д | Н/Д | Н/Д |
| Жінки, одиночний розряд    | 1000 | 650 | 390 | 215 | 120 | 65   | 10   | 30  | 20  | 2   |
| Жінки, парний розряд       | 1000 | 650 | 390 | 215 | 120 | 10   | Н/Д  | Н/Д | Н/Д | Н/Д |

### Призові гроші
| Дисципліна                 | П          | F        | ПФ       | ЧФ       | 1/8     | 1/16    | 1/32    | Q2     | Q1     |
| Чоловіки, одиночний розряд | €1,043,680 | €511,740 | €257,555 | €130,965 | €68,010 | €35,855 | €19,360 | €4,460 | €2,270 |
| Жінки, одиночний розряд    | €1,043,680 | €511,740 | €257,555 | €130,965 | €68,010 | €32,260 | €15,146 | €4,166 | €2,022 |
| Чоловіки, парний розряд    | €323,200   | €158,240 | €79,360  | €40,740  | €21,060 | €11,110 | Н/Д     | Н/Д    | Н/Д    |
| Жінки, парний розряд       | €323,200   | €158,240 | €79,360  | €40,740  | €20,606 | €10,610 | Н/Д     | Н/Д    | Н/Д    |

## Учасники основної сітки в рамках чоловічого турніру

### Сіяні учасники
Нижче подано список сіяних гравців.  Посів ґрунтується на рейтингу ATP станом на 1 травня 2017. Рейтинг і очки перед наведено на 8 травня 2017.
| Сіяний | Рейтинг | Гравець           | Очки перед | Очки, що захищає | Очки здобуті | Очки після | Підсумок                                           |
| ------ | ------- | ----------------- | ---------- | ---------------- | ------------ | ---------- | -------------------------------------------------- |
| 1      | 1       | Енді Маррей       | 11,270     | 1,000            | 90           | 10,360     | 3 коло, його переміг Борна Чорич [LL]              |
| 2      | 2       | Новак Джокович    | 7,085      | 600              | 360          | 6,845      | півфінал, його переміг Рафаель Надаль [4]          |
| 3      | 3       | Стен Вавринка     | 5,685      | 90               | 10           | 5,605      | 2-ге коло, його переміг Бенуа Пер                  |
| 4      | 5       | Рафаель Надаль    | 4,375      | 180              | 1,000        | 5,195      | Чемпіон, — Домінік Тім [8]                         |
| 5      | 6       | Мілош Раоніч      | 4,135      | 45               | 90           | 4,180      | 3 коло, його переміг Давід Ґоффен [9]              |
| 6      | 8       | Кей Нісікорі      | 3,650      | 360              | 180          | 3,470      | чвертьфінал, знявся через біль у правому зап'ястку |
| 7      | 7       | Марин Чилич       | 3,725      | 0                | 10           | 3,735      | 2-ге коло, його переміг Олександр Звєрєв           |
| 8      | 9       | Домінік Тім       | 3,615      | 180              | 600          | 4,035      | Фіналіст, його переміг Рафаель Надаль [4]          |
| 9      | 10      | Давід Ґоффен      | 3,055      | 180              | 180          | 3,055      | чвертьфінал, його переміг Рафаель Надаль [4]       |
| 10     | 11      | Жо-Вілфрід Тсонга | 2,825      | 0                | 45           | 2,870      | 2-ге коло знялись через травму плеча               |
| 11     | 14      | Томаш Бердих      | 2,690      | 90               | 90           | 2,690      | 3 коло, його переміг Олександр Звєрєв              |
| 12     | 12      | Григор Димитров   | 2,820      | 10               | 90           | 2,900      | 3 коло, його переміг Домінік Тім [8]               |
| 13     | 13      | Люка Пуй          | 2,696      | 376              | 10           | 2,330      | 1 коло, його переміг П'єр-Юг Ербер [Q]             |
| 14     | 15      | Джек Сок          | 2,405      | 45               | 10           | 2,370      | 1 коло, його переміг Ніколя Маю                    |
| 15     | 16      | Гаель Монфіс      | 2,365      | 10               | 10           | 2,365      | 1 коло, його переміг Жиль Сімон                    |
| 16     | 20      | Нік Киріос        | 2,155      | 90               | 90           | 2,155      | 3 коло, його переміг Рафаель Надаль [4]            |

### Інші учасники
Учасники, що отримали вайлд-кард на участь в основній сітці:
- Ніколас Альмагро
- Маріус Копіл
- Гільєрмо Гарсія-Лопес
- Томмі Робредо

Учасниця, що потрапила в основну сітку завдяки захищеному рентингові:
- Томмі Гаас

Нижче наведено гравців, які пробились в основну сітку через стадію кваліфікації:
- Томас Беллуччі
- Ернесто Ескобедо
- П'єр-Юг Ербер
- Денис Істомін
- Михайло Кукушкін
- Андрій Кузнєцов
- Адріан Маннаріно

Такі тенісисти потрапили в основну сітку як Щасливі лузери:
- Борна Чорич
- Джаред Доналдсон

### Відмовились від участі
До початку турніру
- Хуан Мартін дель Потро →його замінив  Ніколя Маю
- Роджер Федерер →його замінив  Раян Гаррісон
- Рішар Гаске →його замінив  Борна Чорич
- Джон Ізнер →його замінив  Робін Гаасе
- Стів Джонсон →його замінив  Джаред Доналдсон
- Паоло Лоренці →його замінив  Маркос Багдатіс
- Сем Кверрі →його замінив  Флоріан Маєр
- Віктор Троїцький →його замінив  Карен Хачанов

Під час турніру
- Кей Нісікорі
- Жо-Вілфрід Тсонга

## Учасники основної сітки в парному розряді

### Сіяні пари
| Країна          | Гравець         | Країна    | Гравець            | Рейтинг1 | Сіяний |
| --------------- | --------------- | --------- | ------------------ | -------- | ------ |
| Фінляндія       | Генрі Контінен  | Австралія | Джон Пірс          | 3        | 1      |
| США             | Боб Браян       | США       | Майк Браян         | 6        | 2      |
| Велика Британія | Джеймі Маррей   | Бразилія  | Бруно Соарес       | 15       | 3      |
| Польща          | Лукаш Кубот     | Бразилія  | Марсело Мело       | 18       | 4      |
| ПАР             | Равен Класен    | США       | Ражів Рам          | 23       | 5      |
| Франція         | Ніколя Маю      | Франція   | Едуар Роже-Васслен | 26       | 6      |
| Хорватія        | Іван Додіг      | Іспанія   | Марсель Гранольєрс | 27       | 7      |
| Іспанія         | Фелісіано Лопес | Іспанія   | Марк Лопес         | 29       | 8      |

- Рейтинг подано станом на 1 травня 2017.

### Інші учасники
Нижче наведено пари, які отримали вайлдкард на участь в основній сітці:
- Давід Марреро /  Томмі Робредо
- Фернандо Вердаско /  Ненад Зімоньїч

Нижче наведено пари, які отримали місце в основній сітці як заміни:
- Браян Бейкер /  Ніколас Монро
- Хуан Себастьян Кабаль /  Роберт Фара

### Відмовились від участі
До початку турніру
- Пабло Карреньо Буста
- Люка Пуй

Під час турніру
- Нік Киріос

## Учасниці основної сітки в рамках жіночого турніру

### Сіяні учасниці
Нижче подано список сіяних гравчинь. Посів визначено на основі рейтингу WTA станом на 1 травня 2017. Рейтинг і очки перед наведено на 8 травня 2017.
| Сіяна | Рейтинг | Гравчиня               | Очки перед | Очки, що захищає | Очки здобуті | Очки після | Підсумок                                        |
| ----- | ------- | ---------------------- | ---------- | ---------------- | ------------ | ---------- | ----------------------------------------------- |
| 1     | 2       | Анджелік Кербер        | 6,945      | 30               | 120          | 7,035      | 3 коло знялася проти Ежені Бушар                |
| 2     | 3       | Кароліна Плішкова      | 5,946      | 1                | 65           | 6,010      | 2-ге коло, її перемогла Анастасія Севастова     |
| 3     | 8       | Сімона Халеп           | 4,206      | 1                | 1,000        | 5,205      | Чемпіонка, — Крістіна Младенович                |
| 4     | 5       | Домініка Цібулкова     | 4,475      | (60)             | 65           | 4,480      | 2-ге коло, її перемогла Осеан Доден [Q]         |
| 5     | 4       | Гарбінє Мугуруса       | 4,627      | 350              | 10           | 4,287      | 1 коло, її перемогла Тімеа Бачинскі             |
| 6     | 6       | Джоанна Конта          | 4,425      | 105              | 10           | 4,330      | 1 коло, її перемогла Лаура Зігемунд             |
| 7     | 7       | Агнешка Радванська     | 4,255      | (60)             | 0            | 4,195      | знялась через травму правої ступні              |
| 8     | 9       | Світлана Кузнецова     | 4,060      | 190              | 390          | 4,260      | півфінал, її перемогла Крістіна Младенович [14] |
| 9     | 13      | Медісон Кіз            | 3,737      | 585              | 10           | 3,162      | 1 коло, її перемогла Місакі Дой                 |
| 10    | 11      | Каролін Возняцкі       | 3,910      | (60)             | 65           | 3,915      | 2-ге коло, її перемогла Карла Суарес Наварро    |
| 11    | 10      | Еліна Світоліна        | 3,955      | 185              | 10           | 3,780      | 1 коло, її перемогла Чжен Сайсай [Q]            |
| 12    | 14      | Олена Весніна          | 2,885      | (20)             | 10           | 2,875      | 1 коло, її перемогла Ірина-Камелія Бегу         |
| 13    | 16      | Анастасія Павлюченкова | 2,635      | 55               | 10           | 2,590      | 1 коло, її перемогла Сорана Кирстя [WC]         |
| 14    | 17      | Крістіна Младенович    | 2,375      | (60)             | 650          | 2,965      | Фіналістка, її перемогла Сімона Халеп [3]       |
| 15    | 18      | Барбора Стрицова       | 2,175      | 190              | 65           | 2,040      | 2-ге коло, її перемогла Лара Арруабаррена [WC]  |
| 16    | 26      | Саманта Стосур         | 1,665      | 60               | 120          | 1,725      | 3 коло, її перемогла Сімона Халеп [3]           |
| 17    | 21      | Міряна Лучич-Бароні    | 1,830      | (1)              | 10           | 1,839      | 1 коло, її перемогла Марія Шарапова [WC]        |

### Інші учасниці
Нижче наведено учасниць, які отримали вайлд-кард на участь в основній сітці:
- Лара Арруабаррена
- Сорана Кирстя
- Франческа Ск'явоне
- Марія Шарапова
- Сара Соррібес Тормо

Нижче наведено гравчинь, які пробились в основну сітку через стадію кваліфікації:
- Осеан Доден
- Маріана дуке-Маріньйо
- Юганна Ларссон
- Полін Пармантьє
- Андреа Петкович
- Донна Векич
- Ван Цян
- Чжен Сайсай

Як щасливий лузер в основну сітку потрапили такі гравчині:
- Анетт Контавейт

### Відмовились від участі
До початку турніру
- Петра Квітова →її замінила  Вікторія Голубич
- Наомі Осака →її замінила  Кетрін Белліс
- Агнешка Радванська →її замінила  Анетт Контавейт
- Серена Вільямс →її замінила  Єлена Янкович
- Вінус Вільямс →її замінила  Ежені Бушар

### Знялись
- Анджелік Кербер
- Ана Конюх

## Учасниці основної сітки в парному розряді

### Сіяні пари
| Країна            | Гравчиня            | Країна    | Гравчиня           | Рейтинг1 | Сіяна |
| ----------------- | ------------------- | --------- | ------------------ | -------- | ----- |
| США               | Бетані Маттек-Сендс | Чехія     | Луціє Шафарова     | 3        | 1     |
| Росія             | Катерина Макарова   | Росія     | Олена Весніна      | 6        | 2     |
| Китайський Тайбей | Чжань Юнжань        | Швейцарія | Мартіна Хінгіс     | 19       | 3     |
| Індія             | Саня Мірза          | Казахстан | Ярослава Шведова   | 20       | 4     |
| Угорщина          | Тімеа Бабош         | Чехія     | Андреа Главачкова  | 23       | 5     |
| Чехія             | Луціє Градецька     | Чехія     | Катерина Сінякова  | 34       | 6     |
| Німеччина         | Юлія Гергес         | Чехія     | Барбора Стрицова   | 36       | 7     |
| США               | Абігейл Спірс       | Словенія  | Катарина Среботнік | 40       | 8     |

- Рейтинг подано станом на 1 травня 2017.

### Інші учасниці
Нижче наведено пари, які отримали вайлдкард на участь в основній сітці:
- Лара Арруабаррена /  Сара Соррібес Тормо
- Джоанна Конта /  Шелбі Роджерс
- Аранча Парра Сантонха /  Сільвія Солер Еспіноза

## Переможці та фіналісти

### Одиночний розряд, чоловіки
- Рафаель Надаль —  Домінік Тім, 7–6(10–8), 6–4

### Одиночний розряд, жінки
- Сімона Халеп —  Крістіна Младенович, 7–5, 6–7(5–7), 6–2

### Парний розряд, чоловіки
- Лукаш Кубот /  Марсело Мело —  Ніколя Маю /  Едуар Роже-Васслен, 7–5, 6–3

### Парний розряд, жінки
- Чжань Юнжань /  Мартіна Хінгіс —  Тімеа Бабош /  Андреа Главачкова, 6–4, 6–3